# 71 (nombre)
« Soixante-et-onze » et « septante-et-un » redirigent ici. Pour l'année, voir 71.
Le nombre 71 (soixante-et-onze ou septante-et-un) est l'entier naturel qui suit 70 et qui précède 72. Les formes sans traits d'union soixante et onze et septante et un sont également reconnues.

## En mathématiques
Le nombre 71 est :
- le 20e nombre premier, le suivant étant 73 avec lequel il forme un couple de nombres premiers jumeaux ;
- le 16e nombre premier non brésilien (le suivant est 79) ;
- un nombre premier cousin avec 67 ;
- un nombre heptagonal centré ;
- le plus grand des nombres premiers super-singuliers ;
- un nombre narcissique de type « pretty wild » [1] ;
- un nombre premier de Pillai.

En permutant les chiffres de son écriture décimale, on obtient 17 qui est également premier. La somme de tous les nombres premiers plus petits que 71 (2 à 67) est 568 qui est divisible huit fois par 71.

## Dans d'autres domaines
Le nombre 71 est aussi :
- le numéro atomique du lutécium, un lanthanide ;
- le numéro de la sourate Nuh dans le Coran ;
- le n° du département français de la Saône-et-Loire ;
- les années historiques : -71, 71 ou 1971 ;
- Ligne 71  ;
- '71, film britannique de Yann Demange sorti en 2014 ;
- Septante et un est un jeu télévisé belge.